# 二溴化氙
二溴化氙是一种极不稳定的化合物，化学式为XeBr2，存在时间约为0.35纳秒。它可由含放射性129I的KIBr2经β衰变得到。氙与溴在电子束作用直接反应只能得到XeBr自由基，产率为0.3%，同样只能瞬时存在。其稳定性比二氟化氙差，与二氯化氙近似。